# حمري
الحمري سمك مياه عربية عذبة متوطن في أنهار حوض الرافدين (دجلة والفرات وروافدهما) ونهر العاصي وأنهار غرب فارس. يفضل عمود السباحة المتوسط والقاعي في مياه معتدلة الحرارة نسبياً. ورغم كونه نوعاً يعيش في المياه العذبة، إلاّ أنه شوهد في مناطق متقدمة من مصب شط العرب باتجاه الخليج العربي.
يعرف كذلك باسم Carasobarbus luteus كمرادف لاسمه العلمي.

## المورفولوجيا
ارتفاع الجسم يقارب ثلث الطول عادةً. العيون صغيرة والخطم بارز لفمٍ صغير في رأسٍ متوسط الحجم. في الزعنفة الظهرية ثلاث أشعة أولية و11 ثانوية. الخط الجانبي فيه 28-30 حرشفة وسطياً.
لون الجسم بني محمرّ فيه لمعات غامقة على الظهر، بينما البطن بلون فضي.

## البيولوجيا
حجمه صغير ولا يتعدى الـ 50 سم إلا ماندر وفي أعمار كبيرة. تتباين طبيعة تغذية هذا النوع من متغذي على النباتات المائية الدنيا إلى متغذي على الفتات العضوي والحيوانات المائية الصغيرة. يستطيع مد فمه قليلاً إلى الأمام مما يمكنه من نبش القاع والتغذي على الكاثنات القاعية. يتكاثر في فترة طويلة على امتداد أشهر الصيف (من أيار إلى حزيران) مع ارتفاع حرارة الماء.
يفضل التكاثر في تجمعات نباتية ليلصق البيوض على سيقان النباتات ويمنعها من السقوط على القاع فتتعفن أو تأكلها القاعيات. خصويته عالية نسبياً مقارنة بحجمه الصغير ويستطيع التكاثر عدة مرات على امتداد فصل التكاثر بإلقاء بيوض وإخصابها على دفعات. تتضاعف مجتمعاته كل 3 سنوات تقريباً.

## الأهمية الاقتصادية
يشكل جزءاً كبيراً من الصيديات في وادي الرافدين والعاصي ورافدهما، ويفضله الناس (بالدرجة الثانية بعد أنواع أخرى من البني) كغذاء. يتم صيده بكثرة مما أخلّ بتركيبة مجتمعاته في الكثير من المواقع الطبيعية لانتشاره خصوصاً مع عدم التركيز على التدخل البشري لتجديد مجتمعاته.
بذلت جهود قليلة لتربيته في سوريا وتركيا، إلاّ أن نموه البطيء ومعدل التحويل الغذائي المنخفض لديه يحدّ من انتشار تربيته في أحواض الزراعة المائية. تبذل بعض الجهود للتعرف على تفاصيل التغذية لديه وتدجينه في الأحواض وتغذيته أعلاف اصطناعية.

## وصلات خارجية
- بطاقة الحمري في قاعدة بيانات الأسماك العالمية
- النضج الموسمي لذكور الحمري[وصلة مكسورة] وللإناث[وصلة مكسورة]
- تفريخ الحمري
- نمو الحمري